# Платіні (кабовердійський футболіст)
Луїш Карлуш Алмада Суаріш (порт. Luis Carlos Almada Soares, нар. 16 квітня 1986, Прая), більш відомий за прізвиськом Платіні (порт. Platini) — кабовердійський футболіст, який грає на позиції півзахисника. Відомий за виступами в низці європейських, азійських та африканських клубів, а також у складі збірної Кабо-Верде.

## Клубна кар'єра
Луїш Карлуш Алмада Соаріш, який узяв собі футбольне прізвисько «Платіні» за іменем французького футболіста Мішеля Платіні, розпочав виступи на футбольних полях у 2006 році в команді зі свого рідного міста Прая «Спортінг». У команді виступав два роки, за цей час здобувши у її складі два титули чемпіона країни. У 2008 році він перейшов до португальської команди «Академіка», втім у її складі так і не зіграв, провівши практично увесь час контракту з коїмбрським клубом в оренді в клубах третього португальського дивізіону «Торреєнсі» і «Сертаненсі». У 2010 році кабовердійський півзахисник перейшов до складу команди другого португальського дивізіону «Санта-Клара», в якій грав протягом трьох сезонів. У 2013 році Платіні перейшов до складу кіпрської команди найвищого дивізіону «Омонія», в якій виступав протягом одного сезону.
На початку сезону 2014—2015 років кабовердійський Платіні перейшов до складу болгарської команди найвищого дивізіону ЦСКА з Софії. Наступний сезон хавбек із Кабо-Верде розпочав у єгипетському клубі «Аль-Іттіхад» з Александрії, проте цей сезон виявився невдалим для футболіста, адже він зіграв лише 5 матчів за свій новий клуб. Наступний сезон Платіні провів у клубі другого дивізіону ОАЕ «Дібба» (Аль-Хісн). У 2017 році став гравцем румунської команди «КСМ Політехніка» з міста Ясси. У 2018 році протягом кількох місяців грав у іранському клубі «Санат Нафт», після чого повернувся до складу клубу «КСМ Політехніка». У складі румунського клубу грав до 2021 року, після чого завершив виступи на футбольних полях.

## Виступи за збірну
З 2012 до 2020 року кабовердійський Платіні грає у складі збірної Кабо-Верде. У складі команди брав участь Кубку африканських націй 2013 року в ПАР, на якому відзначився забитим м'ячем у ворота збірної Марокко, та Кубку африканських націй 2015 року в Екваторіальній Гвінеї. За час виступів у збірній зіграв 27 матчів, в яких відзначився 3 забитими м'ячами.